# Rally di Monte Carlo

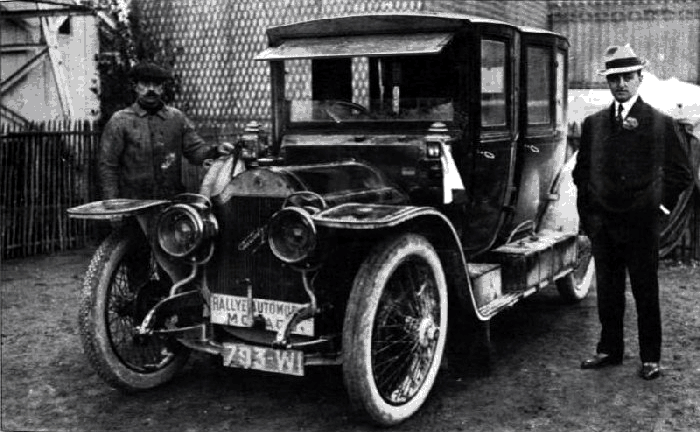
La Turcat-Méry di Henri Rouger durante l'edizione del 1911

Il Rally di Monte Carlo (ufficialmente: Rallye Automobile Monte Carlo) è un evento del Mondiale Rally organizzato ogni anno dall'Automobile Club di Monte Carlo che organizza, fra l'altro, anche il Gran Premio di Monaco. Dal 2009 al 2011, per mancanza di fondi, è stato iscritto all'Intercontinental Rally Challenge (IRC). Il rally si svolge lungo la costa francese tra la riviera monegasca e il sud-est francese.

## Storia

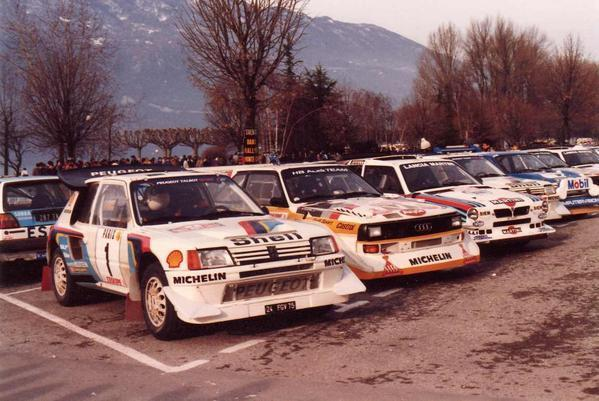
Il lotto delle varie vetture alla partenza dell'edizione del 1986

Fu voluto nel 1911 dal Principe Alberto I e dalla sua nascita è un importante test per ogni vettura che si voglia cimentare in condizioni particolarmente avverse e vincere questo rally dà notevole popolarità alla vettura, dato che si può considerare il più importante rally del mondo a livello di notorietà. Dal 1973, anno di istituzione del Rally Championship, è la prima gara dell'anno e viene disputata in gennaio, motivo per cui non è difficile trovare avverse condizioni meteo.
Dal 1991 i concorrenti hanno la possibilità di scegliere il punto di partenza da 5 luoghi diversi equidistanti da Monaco. È un rally che presenta una grande varietà di condizioni, come l'asfalto asciutto, bagnato, ghiaccio, neve fresca e spesso tutte queste condizioni sono presenti anche in un'unica tappa. Naturalmente, tutto ciò va ad incidere sulla scelta degli pneumatici e del settaggio della vettura, ogni pilota infatti decide per sé scegliendo le variazioni che più ritiene giuste per affrontare la macchina. Da questo punto di vista, si distingueva il finlandese Tommi Mäkinen, vincitore di questo rally per quattro volte e che, ogni volta, stupiva tutti per le scelte (vincenti) degli pneumatici da utilizzare.

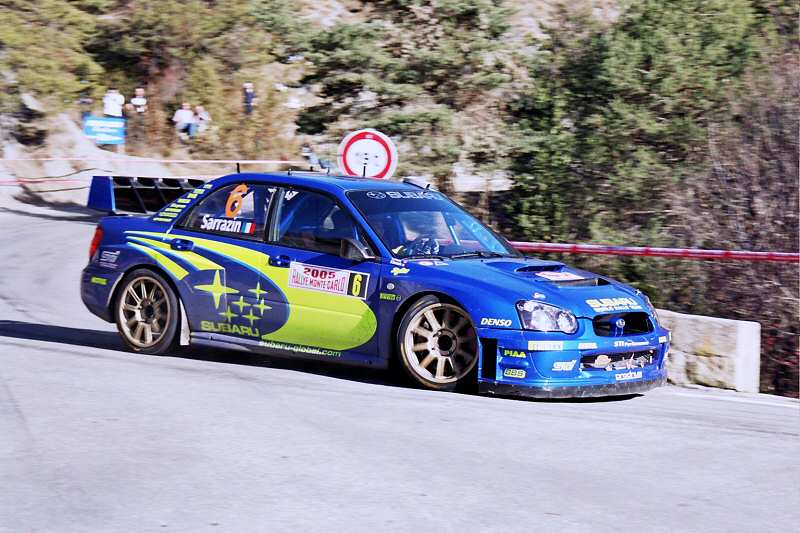
La Subaru Impreza WRC di Stephan Sarrazin impegnata nell'edizione del 2005

Lo stage più importante parte da La Bollène-Vésubie per concludersi a Sospel, passando per una stretta strada di montagna tutta tornanti. Di qui, si passa sul Col de Turini, che normalmente è ghiacciato o innevato in questa fase dell'anno. Gli stessi spettatori a volte hanno buttato neve sulla strada, condizione che, ad esempio, ha penalizzato, nel 2005, Petter Solberg e Marcus Grönholm, che sbandando su neve fresca sono andati a sbattere contro un muro. Mentre Marcus riuscì a ripartire (finendo quinto), i danni subiti dalla Subaru Impreza WRC di Solberg lo costrinsero al ritiro.
La speciale di Turini viene spesso corsa in notturna, nella "Notte di Turini", detta anche "Notte dei Lunghi Coltelli" a causa dei potenti fasci di luce emessi dalle vetture in passaggio nella notte.

## Albo d'oro
| Anno | Denominazione                          | Vincitori                           | Auto                          | Scuderia                     | Validità             |
| ---- | -------------------------------------- | ----------------------------------- | ----------------------------- | ---------------------------- | -------------------- |
| 1911 | 1er Rallye Automobile de Monte-Carlo   | Henri Rougier nd                    | Turcat-Méry 25HP              | -                            | -                    |
| 1912 | 2nd Rallye Automobile de Monte-Carlo   | Julius Beutler nd                   | Berliet 16HP                  | -                            | -                    |
| 1924 | 3ème Rallye Automobile de Monte-Carlo  | Jacques Édouard Ledure nd           | Bignan                        | -                            | -                    |
| 1925 | 4ème Rallye Automobile de Monte-Carlo  | François Repusseau Madame Repusseau | Renault 40CV                  | -                            | -                    |
| 1926 | 5ème Rallye Automobile de Monte-Carlo  | Victor A. Bruce Bill Brunel         | AC                            | -                            | -                    |
| 1927 | 6ème Rallye Automobile de Monte-Carlo  | M. Lefebrve-Despaux Despaux         | Amilcar                       | -                            | -                    |
| 1928 | 7ème Rallye Automobile de Monte-Carlo  | Jacques Bignan nd                   | Fiat 509                      | -                            | -                    |
| 1929 | 8ème Rallye Automobile de Monte-Carlo  | Jacques Sprenger van Eijk nd        | Graham-Paige                  | -                            | -                    |
| 1930 | 9ème Rallye Automobile de Monte-Carlo  | Hector Petit nd                     | Licorne 5CV                   | -                            | -                    |
| 1931 | 10ème Rallye Automobile de Monte-Carlo | Donald M. Healey nd                 | Invicta                       | -                            | -                    |
| 1932 | 11ème Rallye Automobile de Monte-Carlo | Maurice Vasselle François Duhamel   | Hotchkiss AM2                 | -                            | -                    |
| 1933 | 12ème Rallye Automobile de Monte-Carlo | Maurice Vasselle nd                 | Hotchkiss AM80 S              | -                            | -                    |
| 1934 | 13ème Rallye Automobile de Monte-Carlo | Louis Gas Jean Trévoux              | Hotchkiss AM80 S              | -                            | -                    |
| 1935 | 14ème Rallye Automobile de Monte-Carlo | Charles Lahaye René Quatressous     | Renault Nervasport            | -                            | -                    |
| 1936 | 15ème Rallye Automobile de Monte-Carlo | Ionel Zamfirescu Petre G. Cristea   | Ford V8 Model 48-2 Seater     | -                            | -                    |
| 1937 | 16ème Rallye Automobile de Monte-Carlo | René Le Bègue Julio Quinlin         | Delahaye 135 MS Spéciale      | -                            | -                    |
| 1938 | 17ème Rallye Automobile de Monte-Carlo | Gerard Bakker-Schut Karel Ton       | Ford V8                       | -                            | -                    |
| 1939 | 18ème Rallye Automobile de Monte-Carlo | Jean Trévoux Marcel Lesurque        | Hotchkiss 686 GS Riviera      | -                            | -                    |
| 1949 | 19ème Rallye Automobile de Monte-Carlo | Jean Trévoux Marcel Lesurque        | Hotchkiss 686 GS Riviera      | -                            | -                    |
| 1950 | 20ème Rallye Automobile de Monte-Carlo | Marcel Becquart Henri Secret        | Delahaye 175 S                | -                            | -                    |
| 1951 | 21ème Rallye Automobile de Monte-Carlo | Jean Trévoux Roger Crovetto         | Hotchkiss 686                 | -                            | -                    |
| 1952 | 23ème Rallye Automobile de Monte-Carlo | Sydney Herbert Allard Guy Warburton | Allard P1                     | -                            | -                    |
| 1953 | 23ème Rallye Automobile de Monte-Carlo | Maurice Gatsonides Peter Worledge   | Ford Zephyr Mk1               | -                            | ERC                  |
| 1954 | 24ème Rallye Automobile de Monte-Carlo | Louis Chiron Ciro Basadonna         | Lancia Aurelia B20 GT         | -                            | ERC                  |
| 1955 | 25ème Rallye Automobile de Monte-Carlo | Per Malling Gunnar Fadum            | Sunbeam MK III                | -                            | ERC                  |
| 1956 | 26ème Rallye Automobile de Monte-Carlo | Ronnie Adams Frank Biggar           | Jaguar MK7 3.4                | -                            | ERC                  |
| 1958 | 27ème Rallye Automobile de Monte-Carlo | Jacques Feret Guy Monraisse         | Renault Dauphine              | -                            | ERC                  |
| 1959 | 28ème Rallye Automobile de Monte-Carlo | Paul Coltelloni P. Alexandre        | Citroën DS 19                 | -                            | ERC                  |
| 1960 | 29ème Rallye Automobile de Monte-Carlo | Walter Schock Rolf Moll             | Mercedes-Benz 220 SE          | -                            | ERC                  |
| 1961 | 30ème Rallye Automobile de Monte-Carlo | Maurice Martin Roger Bateau         | Panhard PL 17 Tigre           | -                            | ERC                  |
| 1962 | 31ème Rallye Automobile de Monte-Carlo | Erik Carlsson Gunnar Häggbom        | Saab 96                       | -                            | ERC                  |
| 1963 | 32ème Rallye Automobile de Monte-Carlo | Erik Carlsson Gunnar Palm           | Saab 96 Sport                 | -                            | ERC                  |
| 1964 | 33ème Rallye Automobile de Monte-Carlo | Paddy Hopkirk Henry Liddon          | BMC Mini Cooper S             | -                            | ERC                  |
| 1965 | 34ème Rallye Automobile de Monte-Carlo | Timo Mäkinen Paul Easter            | BMC Mini Cooper S             | -                            | ERC                  |
| 1966 | 35ème Rallye Automobile de Monte-Carlo | Pauli Toivonen Ensio Mikkander      | Citroën DS 21                 | -                            | ERC                  |
| 1967 | 36ème Rallye Automobile de Monte-Carlo | Rauno Aaltonen Henry Liddon         | BMC Mini Cooper S             | -                            | ERC                  |
| 1968 | 37ème Rallye Automobile de Monte-Carlo | Vic Elford David Stone              | Porsche 911 T                 | -                            | ERC                  |
| 1969 | 38ème Rallye Automobile de Monte-Carlo | Björn Waldegård Lars Helmér         | Porsche 911 S                 | Porsche System Engineering   | ERC                  |
| 1970 | 39ème Rallye Automobile de Monte-Carlo | Björn Waldegård Lars Helmér         | Porsche 911 S                 | Porsche System Engineering   | ICM                  |
| 1971 | 40ème Rallye Automobile de Monte-Carlo | Ove Andersson David Stone           | Alpine-Renault A110 1600      | Alpine Renault               | ICM                  |
| 1972 | 41ème Rallye Automobile de Monte-Carlo | Sandro Munari Mario Mannucci        | Lancia Fulvia 1.6 Coupé HF    | -                            | ICM                  |
| 1973 | 42ème Rallye Automobile de Monte-Carlo | Jean-Claude Andruet "Biche"         | Alpine-Renault A110 1800      | Alpine-Renault               | WRC                  |
| 1975 | 43ème Rallye Automobile de Monte-Carlo | Sandro Munari Mario Mannucci        | Lancia Stratos HF             | Lancia                       | WRC                  |
| 1976 | 44ème Rallye Automobile de Monte-Carlo | Sandro Munari Silvio Maiga          | Lancia Stratos HF             | Lancia Alitalia              | WRC                  |
| 1977 | 45ème Rallye Automobile de Monte-Carlo | Sandro Munari Silvio Maiga          | Lancia Stratos HF             | Lancia Alitalia              | WRC Coppa FIA piloti |
| 1978 | 46ème Rallye Automobile de Monte-Carlo | Jean-Pierre Nicolas Vincent Laverne | Porsche 911 Carrera RS 3.0    | Publimmo Racing              | WRC Coppa FIA piloti |
| 1979 | 47ème Rallye Automobile de Monte-Carlo | Bernard Darniche Alain Mahé         | Lancia Stratos HF             | Team Chardonnet              | WRC                  |
| 1980 | 48ème Rallye Automobile de Monte-Carlo | Walter Röhrl Christian Geistdörfer  | Fiat 131 Abarth Rally         | Fiat Italia                  | WRC                  |
| 1981 | 49ème Rallye Automobile de Monte-Carlo | Jean Ragnotti Jean-Marc Andrié      | Renault 5 Turbo               | Renault Elf                  | WRC                  |
| 1982 | 50ème Rallye Automobile de Monte-Carlo | Walter Röhrl Christian Geistdörfer  | Opel Ascona 400               | Rothmans Opel Rally Team     | WRC                  |
| 1983 | 51ème Rallye Automobile de Monte-Carlo | Walter Röhrl Christian Geistdörfer  | Lancia Rally 037              | Martini Racing               | WRC                  |
| 1984 | 52ème Rallye Automobile de Monte-Carlo | Walter Röhrl Christian Geistdörfer  | Audi quattro A2               | Audi Sport                   | WRC                  |
| 1985 | 53ème Rallye Automobile de Monte-Carlo | Ari Vatanen Terry Harryman          | Peugeot 205 Turbo 16          | Peugeot Talbot Sport         | WRC                  |
| 1986 | 54ème Rallye Automobile de Monte-Carlo | Henri Toivonen Sergio Cresto        | Lancia Delta S4               | Martini Lancia               | WRC                  |
| 1987 | 55ème Rallye Automobile de Monte-Carlo | Miki Biasion Tiziano Siviero        | Lancia Delta HF 4WD           | Martini Lancia               | WRC                  |
| 1988 | 56ème Rallye Automobile de Monte-Carlo | Bruno Saby Jean-François Fauchille  | Lancia Delta HF 4WD           | Martini Lancia               | WRC                  |
| 1989 | 57ème Rallye Automobile de Monte-Carlo | Miki Biasion Tiziano Siviero        | Lancia Delta Integrale        | Martini Lancia               | WRC                  |
| 1990 | 58ème Rallye Automobile de Monte-Carlo | Didier Auriol Bernard Occelli       | Lancia Delta Integrale 16V    | Martini Lancia               | WRC                  |
| 1991 | 59ème Rallye Automobile de Monte-Carlo | Carlos Sainz Luis Moya              | Toyota Celica GT-4 ST165      | Toyota Team Europe           | WRC                  |
| 1992 | 60ème Rallye Automobile de Monte-Carlo | Didier Auriol Bernard Occelli       | Lancia Delta HF Integrale     | Martini Racing               | WRC                  |
| 1993 | 61ème Rallye Automobile de Monte-Carlo | Didier Auriol Bernard Occelli       | Toyota Celica Turbo 4WD       | Toyota Castrol Team          | WRC                  |
| 1994 | 62ème Rallye Automobile de Monte-Carlo | François Delecour Daniel Grataloup  | Ford Escort RS Cosworth       | Ford Motor Co. Ltd.          | WRC                  |
| 1995 | 63ème Rallye Automobile de Monte-Carlo | Carlos Sainz Luis Moya              | Subaru Impreza 555            | 555 Subaru WRT               | WRC                  |
| 1996 | 64ème Rallye Automobile de Monte-Carlo | Patrick Bernardini Bernard Occelli  | Ford Escort RS Cosworth       | Alliance Yacco Ford          | Coppa FIA 2 litri    |
| 1997 | 65ème Rallye Automobile de Monte-Carlo | Piero Liatti Fabrizia Pons          | Subaru Impreza WRC97          | 555 Subaru WRT               | WRC                  |
| 1998 | 66ème Rallye Automobile de Monte-Carlo | Carlos Sainz Luis Moya              | Toyota Corolla WRC            | Toyota Castrol Team          | WRC                  |
| 1999 | 67ème Rallye Automobile de Monte-Carlo | Tommi Mäkinen Risto Mannisenmäki    | Mitsubishi Lancer Evo VI      | Marlboro Mitsubishi Ralliart | WRC                  |
| 2000 | 68ème Rallye Automobile de Monte-Carlo | Tommi Mäkinen Risto Mannisenmäki    | Mitsubishi Lancer Evo VI      | Marlboro Mitsubishi Ralliart | WRC                  |
| 2001 | 69ème Rallye Automobile de Monte-Carlo | Tommi Mäkinen Risto Mannisenmäki    | Mitsubishi Lancer Evo 6.5     | Marlboro Mitsubishi Ralliart | WRC                  |
| 2002 | 70ème Rallye Automobile de Monte-Carlo | Tommi Mäkinen Kaj Lindström         | Subaru Impreza WRC2001        | 555 Subaru WRT               | WRC                  |
| 2003 | 71ème Rallye Automobile de Monte-Carlo | Sébastien Loeb Daniel Elena         | Citroën Xsara WRC             | Citroën Total WRT            | WRC                  |
| 2004 | 72ème Rallye Automobile de Monte-Carlo | Sébastien Loeb Daniel Elena         | Citroën Xsara WRC             | Citroën Total WRT            | WRC                  |
| 2005 | 73ème Rallye Automobile de Monte-Carlo | Sébastien Loeb Daniel Elena         | Citroën Xsara WRC             | Citroën Total WRT            | WRC                  |
| 2006 | 74ème Rallye Automobile de Monte-Carlo | Marcus Grönholm Timo Rautiainen     | Ford Focus RS WRC 06          | BP Ford WRT                  | WRC                  |
| 2007 | 75ème Rallye Automobile de Monte-Carlo | Sébastien Loeb Daniel Elena         | Citroën C4 WRC                | Citroën Total WRT            | WRC                  |
| 2008 | 76ème Rallye Automobile de Monte-Carlo | Sébastien Loeb Daniel Elena         | Citroën C4 WRC                | Citroën Total WRT            | WRC                  |
| 2009 | 77ème Rallye Automobile de Monte-Carlo | Sébastien Ogier Julien Ingrassia    | Peugeot 207 S2000             | BF Goodrich Drivers Team     | IRC                  |
| 2010 | 78ème Rallye Automobile de Monte-Carlo | Mikko Hirvonen Jarmo Lehtinen       | Ford Fiesta S2000             | M-Sport                      | IRC                  |
| 2011 | 79ème Rallye Automobile de Monte-Carlo | Bryan Bouffier Xavier Panseri       | Peugeot 207 S2000             | -                            | IRC                  |
| 2012 | 80ème Rallye Automobile de Monte-Carlo | Sébastien Loeb Daniel Elena         | Citroën DS3 WRC               | Citroën Total WRT            | WRC                  |
| 2013 | 81ème Rallye Automobile de Monte-Carlo | Sébastien Loeb Daniel Elena         | Citroën DS3 WRC               | Citroën Total Abu Dhabi WRT  | WRC                  |
| 2014 | 82ème Rallye Automobile de Monte-Carlo | Sébastien Ogier Julien Ingrassia    | Volkswagen Polo R WRC         | Volkswagen Motorsport        | WRC                  |
| 2015 | 83ème Rallye Automobile de Monte-Carlo | Sébastien Ogier Julien Ingrassia    | Volkswagen Polo R WRC         | Volkswagen Motorsport        | WRC                  |
| 2016 | 84ème Rallye Automobile de Monte-Carlo | Sébastien Ogier Julien Ingrassia    | Volkswagen Polo R WRC         | Volkswagen Motorsport        | WRC                  |
| 2017 | 85ème Rallye Automobile de Monte-Carlo | Sébastien Ogier Julien Ingrassia    | Ford Fiesta WRC               | M-Sport WRT                  | WRC                  |
| 2018 | 86ème Rallye Automobile de Monte-Carlo | Sébastien Ogier Julien Ingrassia    | Ford Fiesta WRC               | M-Sport WRT                  | WRC                  |
| 2019 | 87ème Rallye Automobile de Monte-Carlo | Sébastien Ogier Julien Ingrassia    | Citroën C3 WRC                | Citroën Total WRT            | WRC                  |
| 2020 | 88ème Rallye Automobile de Monte-Carlo | Thierry Neuville Nicolas Gilsoul    | Hyundai i20 Coupe WRC         | Hyundai Shell Mobis WRT      | WRC                  |
| 2021 | 89ème Rallye Automobile de Monte-Carlo | Sébastien Ogier Julien Ingrassia    | Toyota Yaris WRC              | Toyota Gazoo Racing WRT      | WRC                  |
| 2022 | 90ème Rallye Automobile de Monte-Carlo | Sébastien Loeb Isabelle Galmiche    | Ford Puma Rally1 Hybrid       | M-Sport Ford WRT             | WRC                  |
| 2023 | 91ème Rallye Automobile Monte-Carlo    | Sébastien Ogier Vincent Landais     | Toyota GR Yaris Rally1 Hybrid | Toyota Gazoo Racing WRT      | WRC                  |
| 2024 | 92ème Rallye Automobile de Monte-Carlo | Thierry Neuville Martijn Wydaeghe   | Hyundai i20 N Rally1 Hybrid   | Hyundai Shell Mobis WRT      | WRC                  |
| 2025 | 93ème Rallye Automobile de Monte-Carlo | Sébastien Ogier Vincent Landais     | Toyota GR Yaris Rally1        | Toyota Gazoo Racing WRT      | WRC                  |